# Amanibakhi
Amanibakhi là một vị Vua Kush của Meroe. Triều đại của ông có niên đại là vào thế kỷ thứ 4 TCN.
Amanibakhi là người đã kế vị Akhraten và là tiên vương của Nastasen. Địa điểm mai táng của Amanibakhi chưa được biết rõ.